# Резолюция Совета Безопасности ООН 1008
Резолюция Совета Безопасности Организации Объединённых Наций 1008 (код — S/RES/1008), принятая 7 августа 1995 года, подтвердив резолюцию 696 (1991) и все последующие резолюции по Анголе, Совет Безопасности ООН обсудил вопросы наблюдения за прекращением огня и выполнением мирных соглашений и продлил мандат третьей Контрольной миссии ООН в Анголе (ЮНАВЕМ III) до 8 февраля 1996 года.
Совет Безопасности вновь подчеркнул важность мирных соглашений Акродос де пас и Лусакского протокола между правительством Анголы и УНИТА, график выполнения которых согласовали обе стороны. Совет отметил, что мирный процесс в Анголе вступил в новую многообещающую фазу с растущим доверием между двумя сторонами; в большинстве районов страны было спокойно, хотя по-прежнему имело место несколько нарушений режима прекращения огня. Наблюдатели за соблюдением прав человека и развертывание военных и полицейских наблюдателей ООН внесли значительный вклад в улучшение ситуации с безопасностью в стране.
Приверженность обеих сторон получила высокую оценку, однако была выражена обеспокоенность медленным выполнением Лусакского протокола, особенно роспуском войск, разминированием и созданием районов расквартирования. Была подчеркнута важность избирательного процесса, и обе стороны призвали установить график формирования новой армии, обмена военнопленными и репатриации наемников.
Обе стороны призвали прекратить установку мин и сообщать о несанкционированных передвижениях войск. Не менее важным было разоружение населения, распространение объективной информации через Радио UNAVEM и необходимость скорейшего достижения полной численности UNAVEM III. Была выражена обеспокоенность по поводу насилия со стороны неаффилированных групп, и прозвучал призыв принять меры по их разоружению. Стороны призвали предоставить доступ UNAVE III ко всем военным объектам, а ангольское правительство и УНИТА также должны были обеспечить беспрепятственный проезд грузов помощи по всей стране.
Резолюция 1008 завершилась просьбой к государствам-членам и донорам внести дополнительные взносы на восстановление Анголы, особенно на дороги, а Генеральному секретарю ООН Бутросу Бутросу-Гали — каждые два месяца представлять доклад о ситуации в стране.